# 蒋勤勤
蔣勤勤（1975年9月3日—），曾用艺名「水靈」，重慶人，中国大陆女演員。

## 生平
1975年9月3日，蒋勤勤出生在重庆市，父亲是一名警察。
1980年至1985年在重庆小龙坎文化村小学（现为沙坪坝区第一实验小学），1986年至1991年在重庆市艺术学校京剧表演专业，擅长武旦。1991年至1994年在重庆市京剧团，其中1992年蒋勤勤在重庆电视台拍摄的电视剧《媚态观音》出演媚态观音一角，16岁之龄上演了自己螢幕生涯的处女作。
1994年以全国艺术类第一名成绩考入北京电影学院表演系，1998年畢業后到北京电影制片厂工作。同年拍摄琼瑶剧《苍天有泪》走红，並得瓊瑤取藝名「水靈」，幾年後改以本名演出。

## 私人生活
1999年，蒋勤勤与已婚导演张孝正传出绯闻，2002年分手。2002年，张孝正妻子「欢欢」于佳卉向媒体怒斥蒋勤勤是第三者。于佳卉称，蒋勤勤在拍《白发魔女》时经常与张孝正眉来眼去，不仅直接住进了张孝正的房间，还当着众人的面坐上了张孝正的大腿。蒋勤勤澄清：“清者自清，艺人交朋友很难。”蒋勤勤经纪人则暗讽于佳卉炒作：“她如今已经没有名气，只能靠制造这种新闻来维持曝光率！”张孝正则澄清自己与蒋勤勤“只是朋友”，还表示对婚姻并无留恋，“离就离吧！”
蔣勤勤和演員陈建斌因合作2005年播出的電視劇《喬家大院》而結識。2006年2月22日，兩人僅領取結婚證明但未舉行婚禮，兩人育有兩子。因其夫陳建斌在《后宮甄嬛傳》中飾演雍正帝，且其面容被認為與孫儷有幾分神似，因此許多網友以劇中雍正帝元配封號戲稱蔣勤勤為純元皇后。

## 影视作品

### 电视剧
| 首播年份 | 剧名                     | 角色          |
| 1992年   | 媚态观音                 | 媚态观音      |
| 1995年   | 西施                     | 西施          |
| 1998年   | 东周列国春秋篇           | 齐姜          |
| 1998年   | 沪上艳妓                 | 小凤仙        |
| 1998年   | 苍天有泪                 | 萧雨凤        |
| 1998年   | 京都神探/妙探叮叮当      | 祁梦姑        |
| 1999年   | 康熙微服私访记之八宝粥记 | 朱云巧        |
| 1999年   | 流氓太子/苏州二公差      | 段玉          |
| 1999年   | 神医华陀                 | 柔柔公主      |
| 1999年   | 白发魔女                 | 练霓裳        |
| 1999年   | 达摩                     | 胡姬          |
| 2000年   | 卧虎藏龙                 | 玉娇龙        |
| 2000年   | 神探科蓝                 | 李杏儿        |
| 2000年   | 青河绝恋                 | 沈心慈/梁绣云 |
| 2001年   | 王中王                   | 纤云格格      |
| 2001年   | 射雕英雄传               | 穆念慈        |
| 2001年   | 風雲雄霸天下             | 明月/第二梦   |
| 2002年   | 半生缘                   | 顾曼璐        |
| 2002年   | 英雄本色                 | 北堂馨儿      |
| 2002年   | 四大名捕                 | 黑蝴碟        |
| 2002年   | 还珠格格三之天上人间     | 夏盈盈        |
| 2003年   | 末代皇妃                 | 文绣          |
| 2004年   | 耳光响亮                 | 牛红梅        |
| 2004年   | 大汉巾帼                 | 辛追          |
| 2004年   | 香粉世家                 | 莲衣          |
| 2005年   | 乔家大院                 | 陆玉菡        |
| 2005年   | 如果月亮有眼睛           | 范玫因(客串)  |
| 2007年   | 四世同堂                 | 韵梅          |
| 2010年   | 大时代                   | 梁红玉        |
| 2010年   | 建国大业                 | 宋美龄        |
| 2011年   | 开天辟地                 | 宋庆龄        |
| 2013年   | 姥爷的抗战               | 谭丽萍        |
| 2017年   | 田姐辣妹                 | 田佳慧        |
| 2017年   | 九州·海上牧云记          | 南枯明仪      |
| 2020年   | 迷雾追踪（网络剧）       | 林雨虹        |
| 2021年   | 当家主母（网络剧）       | 沈翠喜        |

### 电影
| 上映年份 | 电影名           | 角色                 |
| 1994年   | 新大小不良       | 小遙                 |
| 1995年   | 辛棄疾鐵血傳奇   | 范如玉               |
| 1997年   | 減肥旅行團       | 精精小姐             |
| 2000年   | 英雄鄭成功       | 薛良                 |
| 2004年   | 姐姐詞典電視電影 | 牛紅梅               |
| 2004年   | 七夜             | 宋瑤                 |
| 2008年   | 2008分之一之……   | 簡訊媽媽             |
| 2009年   | 所有夢想都開花   | 林芳                 |
| 2010年   | 大太阳           | 樱桃                 |
| 2014年   | 一号目标         | 吕一然               |
| 2014年   | 一个勺子         | 花枝子               |
| 2014年   | 触不可及         | 卢秋漪               |
| 2017年   | 完美有多美       | 卓彦妮               |
| 2024年   | 草木人間         | 吳苔花               |
| 2024年   | 小小的我         | 陈露                 |
| 2025年   | 莫莉的冒险       | 葉霖（小茉莉的媽媽） |
| 2025年   | 獨一無二         | 周琳                 |

### 綜藝節目
| 年份 | 節目名                   |
| 2018 | 幸福三重奏第一季         |
| 2019 | 我們在行動第三季第5、6期 |
| 2021 | 妻子的浪漫旅行第五季     |

### 歌曲
| 歌曲           | 備註                     | 劇名               | 性質   |
| 《回首寒梅》   | 蒋勤勤、赵文卓           | 《青河绝恋》电视剧 | 主题曲 |
| 《几许情深》   | 蒋勤勤                   | 《青河绝恋》电视剧 | 片尾曲 |
| 《爱你之初》   | 蒋勤勤                   | 《青河绝恋》电视剧 | 插曲   |
| 《感恩的心》   | 蒋勤勤、陈建斌           |                    |        |
| 《婚誓》       | 蒋勤勤、夏雨             |                    |        |
| 《心雨》       | 蒋勤勤、毛宁             |                    |        |
| 《远情》       | 蒋勤勤、陈建斌           |                    |        |
| 《熊猫咪咪》   | 蒋勤勤                   |                    |        |
| 《我只在乎你》 | 蒋勤勤、陈建斌           |                    |        |
| 《隐形的翅膀》 | 蒋勤勤、王艳、梅婷、赵琳 |                    |        |
| 《亲密爱人》   | 蒋勤勤、陈建斌           |                    |        |
| 《但愿人长久》 | 蒋勤勤、陈建斌           |                    |        |

## 外部連結
- 蒋勤勤的新浪微博
- 蒋勤勤在互联网电影资料库（IMDb）上的資料（英文）
- 蒋勤勤在香港影庫上的簡介
- 蒋勤勤在豆瓣上的资料（简体中文）
- 蒋勤勤在时光网上的簡介（简体中文）